# Lamont (Alberta)
Pour les articles homonymes, voir Lamont.
Lamont est une ville (town) du Comté de Lamont, située dans la province canadienne d'Alberta.

## Démographie
En tant que localité désignée dans le recensement de 2011, Lamont a une population de 1 753 habitants dans 643 de ses 673 logements, soit une variation de 5.0% avec la population de 2006. Avec une superficie de 9,265 0 km2, la ville possède une densité de population de 189,206 7 hab/km2 en 2011.
Concernant le recensement de 2006, Lamont abritait 1 664 habitants dans 594 de ses 643 logements. Avec une superficie de 4,591 2 km2, la ville possédait une densité de population de 362,4 hab/km2 en 2006.
| 2001  | 2006  | 2011  | 2016  |
| ----- | ----- | ----- | ----- |
| 1 692 | 1 664 | 1 753 | 1 774 |